# Journal of the Institute of Mathematics of Jussieu
Journal of the Institute of Mathematics of Jussieu is een internationaal, aan collegiale toetsing onderworpen wetenschappelijk tijdschrift op het gebied van de wiskunde.
De naam wordt in literatuurverwijzingen meestal afgekort tot J. Inst. Math. Jussieu.
Het is gelieerd aan het Parijse Institut de mathématiques de Jussieu en wordt uitgegeven door Cambridge University Press. Het tijdschrift is opgericht in 2002 en verschijnt 4 keer per jaar.